# Hasora taminatus
Hasora taminatus, là một loài bướm thuộc họ Bướm nhảy, được tìm thấy ở châu Á.
Nó được tìm thấy ở Sri Lanka, Ấn Độ, Myanma, Thái Lan, Lào, Hải Nam, Hồng Kông, Western Trung Quốc, Malaysia, Indonesia (Borneo, Sumatra, Java, Nias, Sumbawa và Bali), Philippines và Sulawesi.

Loài địa phương ở Nam Ấn.